# Goulart de Andrade (escritor)
José Maria Goulart de Andrade (Porto de Jaraguá, Maceió, 6 de abril de 1881 — Rio de Janeiro, 19 de dezembro de 1936) foi um escritor brasileiro.
Era filho de Manuel Cândido Rocha de Andrade, oficial da Marinha e engenheiro, e de Leopoldina Pimentel Goulart de Andrade. Fez os estudos preparatórios na terra natal, indo matricular-se, aos 16 anos de idade na Escola Naval do Rio de Janeiro, onde fez o curso prévio. Ingressou na Escola Politécnica, por onde se diplomou em Engenharia civil em 1906, indo exercer sua profissão na Prefeitura do Rio de Janeiro.
Ao deixar de lado as aspirações de fazer-se oficial de marinha, procurou e obteve um posto na prefeitura do Rio de Janeiro. Desde cedo, vinculou-se ao grupo de poetas boêmios, entre os quais Guimarães Passos (seu conterrâneo), Olavo Bilac, Emílio de Menezes e Martins Fontes.
Como poeta, esmerou-se na especialidade das poesias difíceis, foi um cultor do soneto de forma fixa, o vilancete, o rondó, a balada e sobretudo o canto real, uma das mais complexas formas poéticas. Tornou-se também jornalista, sendo um dos redatores de O Imparcial nos primeiros tempos, onde teve convívio com João Ribeiro, Humberto de Campos e Augusto de Lima. Publicou inúmeros trabalhos na Revista da Academia Brasileira de Letras.
Goulart de Andrade foi engenheiro, geógrafo, jornalista, poeta, cronista, romancista e dramaturgo.
Foi colaborador do jornal Correio da Manhã e exerceu funções de redator dos debates da Câmara dos Deputados do Brasil. Faleceu após longos padecimentos, em plena pobreza, tendo sido sepultado no Cemitério São João Batista, situado na Zona Sul da cidade do Rio de Janeiro.

## Academia Brasileira de Letras
Apresentou-se candidato à Academia Brasileira de Letras, para a cadeira 6, sucedendo ao almirante Artur Jaceguai. Teve como concorrente o príncipe D. Luís de Bragança. Foi eleito em 22 de maio de 1915, recebido em 30 de setembro de 1916 pelo acadêmico Alberto de Oliveira.

## Homenagens
Existe uma rua pública com seu nome no bairro de Realengo, bairro localizado na Zona Oeste do município do Rio de Janeiro, capital do estado homônimo, no Brasil.

## Obras
- Poesias, 1909-1905 (contém: Livro Bom, Livro Proibido e Livro Intimo (1907)
- Névoas e Flamas (1911)
- Assunção (1913)[1]
- Poesias (1917) (em dois volumes, contém Livro Bom, Livro Proibido, Livro Íntimo e Névoas e Palmas.
- Contos do Brasil novo (1923)
- Ocaso (1934)

### Peças de teatro
- Depois da Morte
- Renúncia
- Sonata ao Luar
- Jesus
- Os Inconfidentes (1909)[1]
- Numa nuvem (1909)[1]
- Um dia a casa cai (1923)